# 7544 Tipografiyanauka
7544 Tipografiyanauka este un asteroid din centura principală de asteroizi.

## Descriere
7544 Tipografiyanauka este un asteroid din centura principală de asteroizi. A fost descoperit pe 26 octombrie 1976 la Observatorul de Astrofizică din Crimeea de Tamara Smirnova. Asteroidul prezintă o orbită caracterizată de o semiaxă mare de 2,90 ua, o excentricitate de 0,04 și o înclinație de 1,0° în raport cu ecliptica.